# Mittwoch zwischen 5 und 7
Mittwoch zwischen 5 und 7 (alternativ Cleo – Mittwoch zwischen 5 und 7) ist ein französisch-italienischer Spielfilm von Agnès Varda aus dem Jahr 1962. Er zählt zu den Klassikern der französischen Nouvelle Vague.

## Handlung
In Paris an einem Mittwoch, um 5 Uhr: Cléo, eine junge Chansonsängerin, besucht eine Wahrsagerin, welche ihr ein böses Schicksal voraussagt. Sie reagiert aufgewühlt, da sie seit zwei Tagen besorgt auf die Diagnose ihres Arztes wartet. Die für ihre Schönheit und ihren Erfolg von vielen Seiten bewunderte Cléo glaubt, an Krebs erkrankt zu sein. Nach dem Besuch bei der Wahrsagerin trifft sie sich mit ihrer Haushälterin Angèle in einem Café. Diese versucht ihre Sorgen zu zerstreuen. Angèle begleitet sie dann in ein Hutgeschäft, wo sich Cléo aus einer Laune heraus einen Hut kauft. Anschließend fahren sie mit einem Taxi nach Hause, wobei Cléo von der burschikosen Taxifahrerin, die über die Gefahren ihres Berufs spricht, etwas irritiert ist.
Zuhause erholt sich Cléo. Ihr Liebhaber José kommt kurz vorbei, nimmt aber ihre Sorgen nicht ernst und muss dringend zum nächsten Geschäftstermin. Wenig später erscheinen ihr Komponist Bob und ihr Liedtexter Plumitif. Von ihnen lässt sie sich ein paar Lieder präsentieren. Nachdem sie ein trauriges Lied gesungen hat, hält sie es nicht mehr aus und flüchtet aus dem Appartement in die Stadt.
Cléo geht ein wenig umher und sieht sich das Pariser Leben an. Sie reagiert verstört auf einen Straßenkünstler, der lebende Frösche verschluckt und wieder ausspuckt. In einem Café wählt sie in der Musikbox eines ihrer eigenen Lieder und trinkt einen Schnaps. Danach holt sie ihre Freundin Dorothée von der Arbeit ab, die als Nacktmodell vor einer Bildhauerklasse arbeitet, und sie holen mit dem Wagen von Dorothées Mann einen Transportsack mit Filmrollen ab. Dorothée fährt. Sie begeben sich zum Kino, wo Dorothées Mann arbeitet, und schauen sich einen Teil einer Stummfilmkomödie an. Dorothée hat anschließend einen Termin. Sie teilen sich ein Taxi und Cléo fährt weiter bis zu dem von Dorothée empfohlenen Parc Montsouris.

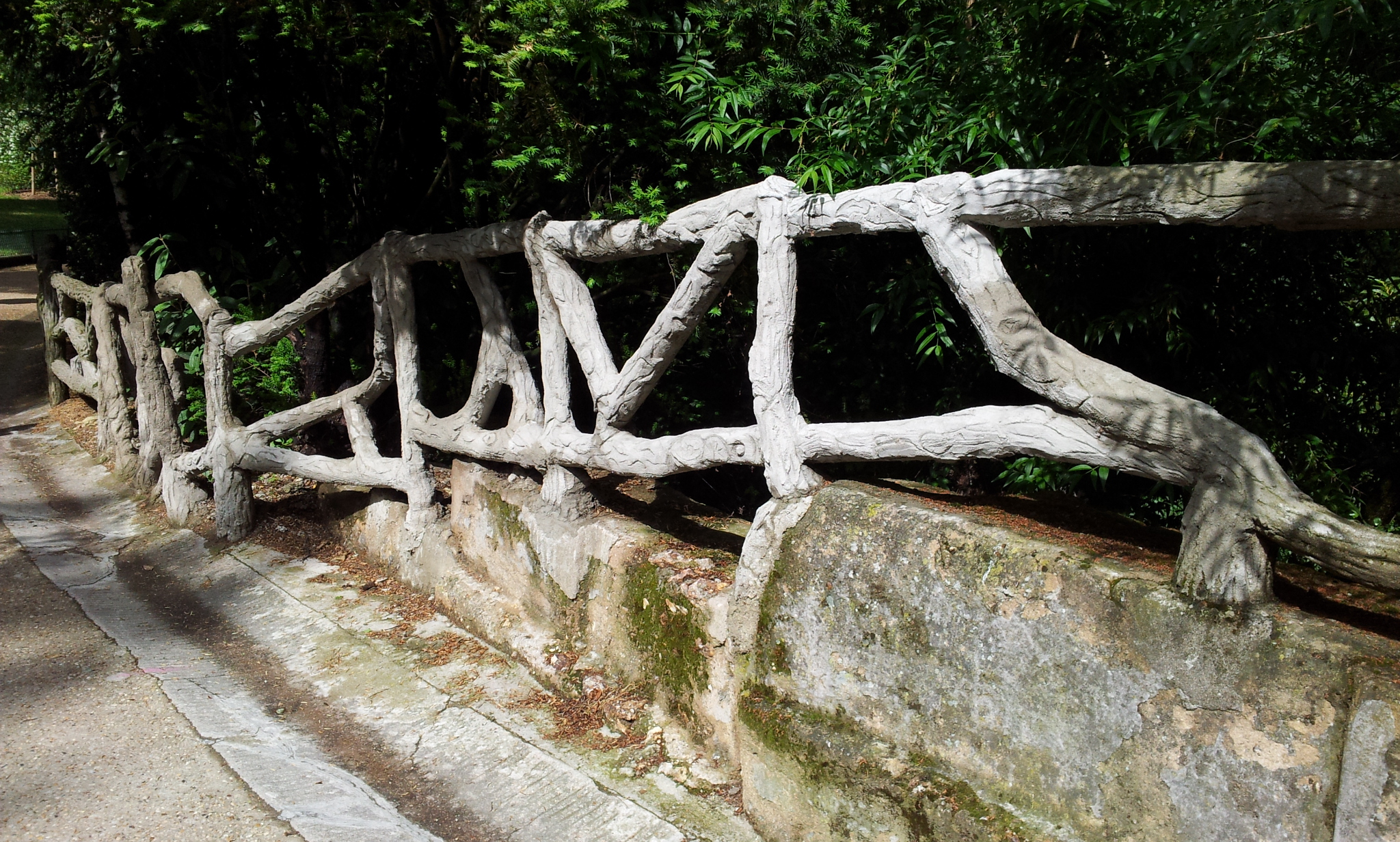
Paris 14e – Drehort Parc Montsouris

Im Park geht Cléo spazieren. Bei einem kleinen Wasserfall wird sie von einem fremden Mann namens Antoine angesprochen. Er verwickelt sie in ein Gespräch. Sie erzählt ihm von ihrer Vermutung und Angst. Er erzählt ihr von sich, dass er Soldat sei und am Abend den Zug nehme, um nach Algerien zu fahren. Sie beschließen gemeinsam zu Cléos Arzt zu fahren und danach zum Bahnhof. Sie fahren mit dem Bus. Beim Krankenhaus angekommen, scheint der Arzt nicht mehr da zu sein. Cléo will ihn suchen. Sie spazieren durch den Krankenhausgarten und erfreuen sich an der Natur. In diesem Moment des Glücks fährt der Arzt vor und bestätigt Cléo ihre Vermutung, eine zweimonatige Chemotherapie muss folgen. Durch all die Ereignisse des Tages beruhigt, sagt Cléo trotz der Diagnose am Ende: „Ich bin glücklich.“ Es ist inzwischen halb 7, die letzte halbe Stunde bis 7 Uhr bleibt dem Zuschauer verborgen.

## Hintergrund
Die Stummfilmkomödie, die im Film vorkommt, ist rund drei Minuten lang und beinhaltet viele prominente Gesichter: Anna Karina und Jean-Luc Godard spielen das verlobte Liebespaar, während Émilienne Caille (als schwarzhaarige Version von Anna Karina), Eddie Constantine (Mann mit Gartenschlauch), Sami Frey (Leichenbestatter), Georges de Beauregard (Leichenwagenfahrer), Danièle Delorme (Blumenverkäuferin), Yves Robert (Taschentuchverkäufer), Alan Scott (Seemann) und Jean-Claude Brialy (Krankenwagenfahrer) in den weiteren Rollen zu sehen sind. Die Stummfilmkomödie beinhaltet Anspielungen auf filmgeschichtliche Größen wie Buster Keaton oder die Keystone Kops, drückt aber auch das Selbstverständnis der Filmemacher der Nouvelle Vague aus und besitzt Parallelen zu der Haupthandlung von Cleo.

## Kritik
„Eine meisterhaft gestaltete, sensible Studie, die teils nüchtern beobachtet, teils die Wirklichkeit poetisch verdichtet. Ein anspruchsvoller Film, der sein zeitloses Thema ernsthaft behandelt.“

## Auszeichnungen
1963 wurde Mittwoch zwischen 5 und 7 von der Filmkritikervereinigung Association Française de la Critique de Cinéma mit dem Prix Méliès für den besten französischen Film des Jahres ausgezeichnet.
Eine BBC-Umfrage unter 368 Filmexperten aus 84 Ländern wählte Mittwoch zwischen 5 und 7 2018 auf Platz 2 der besten Filme aller Zeiten, bei denen eine Frau Regie geführt hat – vor Mittwoch zwischen 5 und 7 platzierte sich nur Jane Campions Das Piano.